# Lijst van troonopvolgers
Een troonopvolger  is een persoon die in aanmerking komt om een monarch op te volgen.  
Bij een erfelijke monarchie spreekt men soms van 'kroonprins' of 'kroonprinses' in het geval van een rechtmatige troonopvolger, meestal het oudste kind (soms de oudste zoon) van de monarch, die vanwege zijn/haar geboorte in aanmerking komt om de monarch op te volgen. Heeft de monarch geen (of nog geen) nakomelingen en komt een broer/zuster of neef/nicht in aanmerking voor de opvolging, dan spreekt men van een 'vermoedelijke troonopvolger'. Deze behoudt deze positie enkel tot er eventueel een rechtmatige troonopvolger geboren wordt.

## Vermoedelijke troonopvolgers
| Foto | Kroonprins(es)                  | Land               |
| ---- | ------------------------------- | ------------------ |
|      | Z.K.H. prins Salman             | Bahrein            |
|      | H.K.H. prinses Elisabeth        | België             |
|      | Z.K.H. prins Jigme Namgyel      | Bhutan             |
|      | Z.K.H. Al Muhtadee Billah       | Brunei             |
|      | Z.K.H. prins Christian          | Denemarken         |
|      | Z.K.H. prins Fumihito           | Japan              |
|      | Z.K.H. prins Hoessein           | Jordanië           |
|      | Z.H. prins Nawaf                | Koeweit            |
|      | Z.K.H. prins Lerotholi Seeiso   | Lesotho            |
|      | Z.D.H. prins Alois              | Liechtenstein      |
|      | Z.K.H. erfgroothertog Willem    | Luxemburg          |
|      | Z.K.H. Prins Hassan             | Marokko            |
|      | Z.D.H. prins Jacques            | Monaco             |
|      | H.K.H. prinses Catharina-Amalia | Nederland          |
|      | Z.K.H. prins Haakon             | Noorwegen          |
|      | Z.K.H. prins Moekrin            | Saoedi-Arabië      |
|      | H.K.H. princesa Leonor          | Spanje             |
|      | Z.K.H. Dipangkorn Rasmijoti     | Thailand           |
|      | Z.K.H. Tupoutoʻa ʻUlukalala     | Tonga              |
|      | H.K.H. prinses Victoria         | Zweden             |
|      | Z.K.H. Prins William            | Commonwealth realm |